# Слобозія (комуна, Джурджу)
Слобозія (рум. Slobozia) — комуна у повіті Джурджу в Румунії. До складу комуни входить єдине село Слобозія.
Комуна розташована на відстані 66 км на південь від Бухареста, 6 км на південний захід від Джурджу.

## Населення
За даними перепису населення 2002 року у комуні проживали 2663 особи.
Національний склад населення комуни:
| Національність   | Кількість осіб | Відсоток |
| ---------------- | -------------- | -------- |
| румуни           | 2492           | 93,6%    |
| цигани           | 169            | 6,3%     |
| росіяни-липовани | 2              | 0,1%     |

Рідною мовою назвали:
| Мова      | Кількість осіб | Відсоток |
| --------- | -------------- | -------- |
| румунська | 2659           | 99,8%    |
| циганська | 2              | 0,1%     |

Склад населення комуни за віросповіданням:
| Релігія       | Кількість осіб | Відсоток |
| ------------- | -------------- | -------- |
| православні   | 2653           | 99,6%    |
| римо-католики | 2              | 0,1%     |
| лютерани      | 1              | < 0,1%   |

## Зовнішні посилання
- Дані про комуну Слобозія на сайті Ghidul Primăriilor